# Anna Ottendorfer
Anna Sartorius Uhl Ottendorfer, rozená Anna Josefa Behr (13. února 1815 Würzburg – 1. dubna 1884 New York), byla německá filantropka a vydavatelka.

## Život a rodina
Do USA se vystěhovala v roce 1837 z Bavorska. V roce 1838 se provdala za typografa Jacoba Uhla (1806–1852). V roce 1845 zakoupili vydavatelství týdeníku New Yorker Staats-Zeitung přezdívaného Staats a založeného v roce 1834 pro německou komunitu v Americe. Anna Josefa převzala řídící funkci ve vydavatelství a záhy byly tyto německé noviny vydávány jako deník, který byl nákladem srovnatelný s New York Times. Když v roce 1852 Jacob Uhl zemřel, převzala zcela řízení vydavatelství sama až do roku 1859, kdy se podruhé provdala za svitavského rodáka Valentina Oswalda Ottendorfera (1826–1900), který byl ve vydavatelství od roku 1858 redaktorem.
S prvním manželem měla šest dětí:
- Emma (1841–1902)
- Hermann (1842–1881), po jeho smrti založila „Hermann Uhl Memorial Fund“ na podporu studia německého jazyka v amerických školách, především prostřednictvím German-American Teachers' College of Milwaukee, Wisconsin
- Edward (1843–1906) byl pokračovatelem v matčině díle
- Isabella (1847–1873), po jejíž smrti Anna Uhl v roce 1875 přispěla na památku své dcery částkou 100 000 dolarů k vybudování „Die Isabella Heimat“, domova pro staré ženy německého původu v Astoria (Long Island City, Queens). V roce 1889 byla tato instituce přestěhována na Manhattan na West 190th Street a Amsterdam Avenue pod novým názvem „Isabella Home“. Dnes jde o výškový komplex v 515 Audubon Avenue, mezi 190. a 192. západní ulicí, funguje pod názvem Isabella Geriatric Center

- Mathilde (1848–1937) se provdala za Friedricha Eduarda Riedl von Riedelstein (1832–1905) a vrátila se zpět do Evropy na panství Dalovice
- Anna (1850–1931)

## Charita
Anna Ottendorfer věnovala velkou pozornost charitativním podnikům a její hlavní zájem se obracel na zlepšování životních podmínek německých žen a dětí a k propagaci německé kultury. V roce 1879 byl majetek společnosti převeden na akciovou společnost. Na popud Anny byly zaměstnancům poskytnuty 10% až 15% dividendy z jejich ročního platu. Anna přispěla částkou 40 000 dolarů do vzdělávacího fondu, dále přispěla 27. května 1882 Německé nemocnici v New York City na německý pavilon pro ženy a v témže roce na německý dispenzář a čítárny na 137 Second Avenue a 9. ulici v celkové výši 225 000 dolarů. Dala menší částky i na jiné německo-americké instituce v Brooklynu v New Yorku, v Newarku v New Jersey, a jinde ve výši dalších 250 000 dolarů.
V roce 1883 získala zlatou medaili od císařovny Augusty z Německa jako uznání její pomoci obětem povodní v této zemi v letech 1882 a 1883. Ve své poslední vůli odkázala další sumy svým charitativním nadacím a též 25 000 dolarů zaměstnancům Staats-Zeitung. Zanechala po sobě majetek kolem 3 000 000 dolarů.
Zemřela ve svém domě v New Yorku na 7 East 17th Street. Její pohřeb byl do té doby největším pohřbem ženy v New Yorku. Pohřbena je na hřbitově Green-Wood v New Yorku.